# Almarza de Cameros
Almarza de Cameros tỉnh và cộng đồng tự trị La Rioja, phía bắc Tây Ban Nha. Đô thị này có diện tích là 28,11 ki-lô-mét vuông, dân số năm 2009 là 27 người với mật độ 0,96 người/km². Đô thị này nằm cách 38 km so với Logroño.